# ЯАЗ-5267

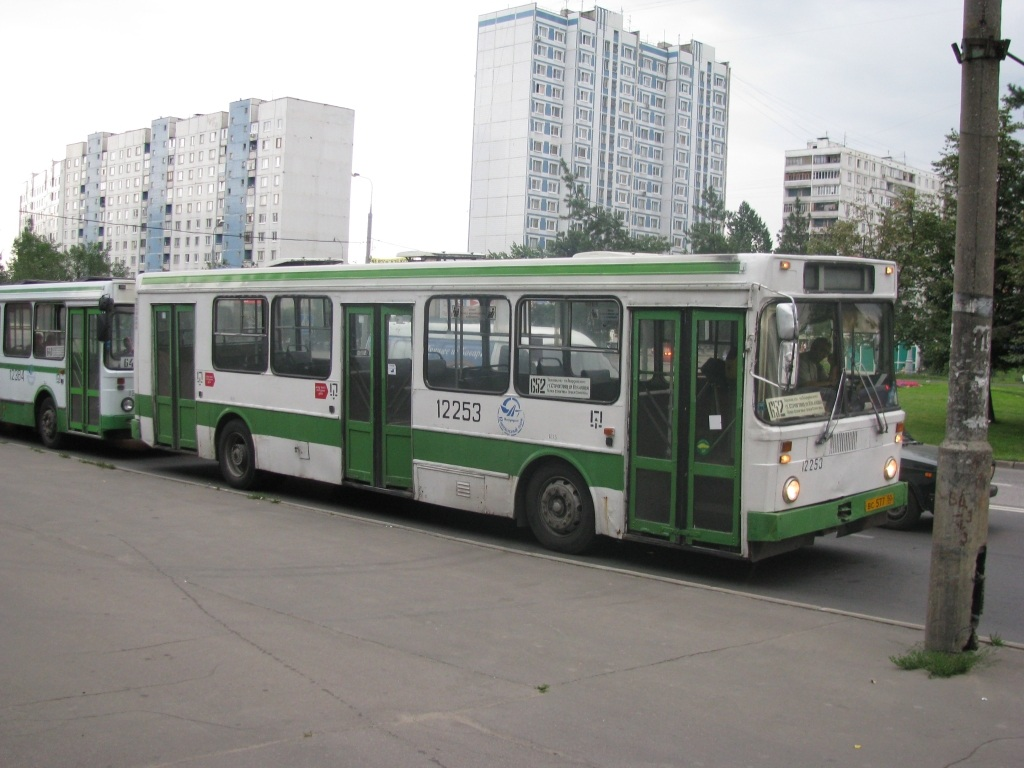
ЯАЗ-5267 с бортовым номером 12253 на маршруте № 652 в Москве

ЯАЗ-5267 — российский городской автобус большой вместимости на базе ЛиАЗ-5256, в 1995—1996 годах собиравшийся на Яхромском автобусном заводе в городе Яхрома Московской области.

## Особенности
Основные отличия — другое расположение двигателя, изменённая планировка салона и крайне низкое качество сборки даже по сравнению с ЛиАЗами, производившимися в те годы.
Среди мелких отличий: другая форма буксировочного кронштейна на переднем бампере; изменено расположение и количество лючков в нижней части кузова (в первую очередь, это связано с другим двигателем); добавлен лючок слева от левого переднего колеса.
Крупные отличия: последняя дверь смещена назад; задняя часть кузова — без откидывающейся крышки.
Снаружи автобус практически полностью повторяет ЛиАЗ-5256 тех лет выпуска (например, имеет горизонтальные задние фонари и борта с молдингами), на всех машинах спереди даже была соответствующая эмблема, но и логотипы ЯАЗа устанавливались тоже.
Тип двигателя — с горизонтальным расположением цилиндров, находится в середине кузова (на ЛиАЗах расположение цилиндров вертикальное, из-за чего двигатель можно разместить только в заднем свесе, так как над ним из-за большей высоты приходится делать подиум).
Такое решение было вынужденным — из-за пожара весной 1993 года на заводе КамАЗ подходящих по соотношению цены и качества двигателей нужной конструкции в стране вплоть до конца 1996 года просто не было. Поэтому кузов был переработан под установку дизеля Rába, использовавшегося на Икарусах 200-й серии и соответствующего экологическому стандарту Евро-1.
После этого высота пола увеличилась на 18 сантиметров (920 мм против 740 мм у ЛиАЗа). Максимальной величины эта цифра достигает над моторным отсеком, а по торцам салона пол чуть ниже за счёт небольшого наклона. Тем не менее, разница получилась незаметной — как было в салоне две ступеньки, так и осталось — разглядеть различия можно, только если о них уже известно.

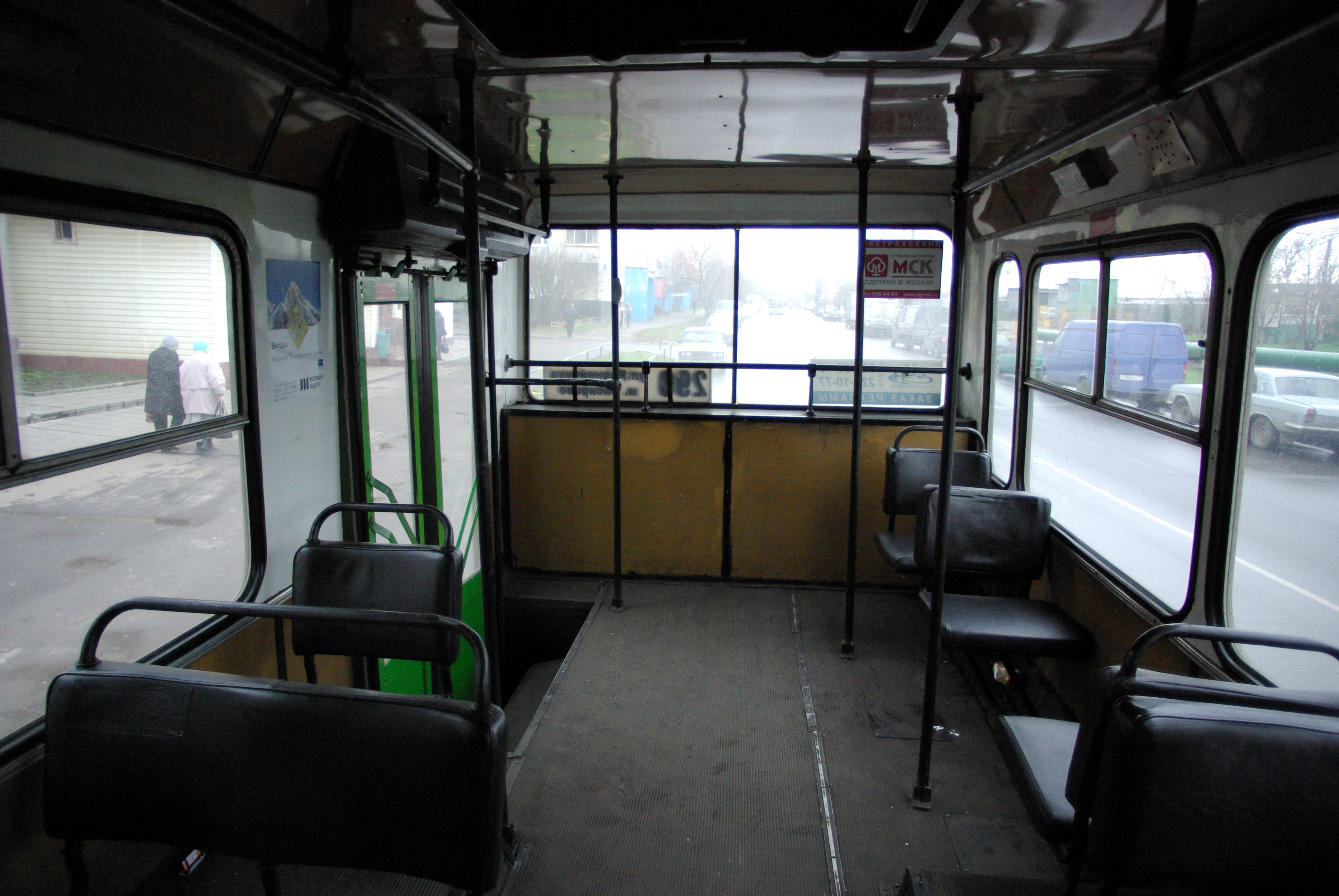
Задняя часть салона ЯАЗ-5267, накопительная площадка

Вместо подиума над моторным отсеком в задней части салона была устроена накопительная площадка. Кроме того, его отсутствие позволило несколько отодвинуть назад последнюю дверь, за счёт чего в этом месте удалось разместить ещё один ряд сидений.
Однако, общее число сидений не поменялось — оно тоже составило 23, как и у ЛиАЗа до начала его массового выпуска (тогда у него последнем ряду раньше было пять мест, а не четыре). Сами сиденья, хоть и являются мягкими диванами, менее удобны, чем у ЛиАЗов как с ликинским, так и с тушинским салоном.

## Дальнейшая судьба
Всего с 1995 по 1996 год в Москву поступило 28 ЯАЗ-5267. В настоящее время известен только один сохранившийся автобус данной модели: машина с бортовым № 05623, ранее работавшая в 5-м автобусном парке ГУП «Мосгортранс» и ныне находящаяся в Московском музее наземного городского пассажирского транспорта. Многие автобусы были списаны уже в Москве, некоторые были распроданы по городам и регионам РФ, три — переоборудованы в техпомощь, два — в безопасность движения, остальные — использовались на заказных или служебных перевозках. Из-за крайне некачественной сборки практически все машины проходили капитальный ремонт, некоторые — даже два раза.
Один ЯАЗ-5267 был приобретён аэропортом Шереметьево, после чего в 2001 году продан в город Елец Липецкой области. Судя по отсутствию информации, в другие города эти автобусы не поступали. По информации завода, один ЯАЗ-5267 участвовал в автопробеге Москва — Владивосток и «зарекомендовал себя с положительной стороны». После 2003 года три автобуса из 4-го парка и один из ФАТПа проданы в город Новодвинск Архангельской области, где вскоре были списаны, так и не выйдя на маршруты.

## Аналоги
До 1998 года похожие автобусы выпускались на Тосненском автобусном заводе в Ленинградской области. Несмотря на обозначение ЛиАЗ-5256, они также имели двигатель Rába, расположенный аналогично машинам из Яхромы. Внешне аналогичны модификации ЛиАЗ-5256.00. Единственный сохранившийся экземпляр имеет номер В 450 НС 47.

## Сочленённая модификация
В 1996 году на базе ЯАЗ-5267 было построено два сочленённых автобуса особо большой вместимости ЯАЗ-6211. Как и на базовой модели, двигатель на них установлен в передней части кузова, однако задняя его часть без смещённой назад двери и с дополнительным узким окошком снаружи идентична ЛиАЗу-5256, но на месте двигателя сделана накопительная площадка. Их эксплуатация создавала много проблем и продолжалась всего несколько лет, после чего обе машины на маршруты больше не выходили.
ЯАЗ-6211, поступивший первым, парк предлагал забрать для музея городского транспорта, однако там, по причине большого числа посторонних экспонатов (в частности, советских автомобилей), для него попросту не нашлось места. Летом 2008 года этот автобус был разрезан на металлолом.
Третья такая машина была выпущена в октябре 1998 года. Насколько корректно обозначать её индексом ЯАЗ-6211, неизвестно — автобус собран на заводе «Волжанин» (г. Волжский, Волгоградская область) и, соответственно, может иметь отличия. Автобус эксплуатировался чуть меньше 16 лет и в июле 2014 года был списан.